# 諾達斯湖
諾達斯湖是愛沙尼亞的湖泊，由沃魯縣負責管轄，長1.7公里、寬0.39公里，面積0.27平方公里，海拔高度73.6米，平均水深2.1米，最大水深3.2米，該湖有30種水生植物。